# Desperados (Computerspielreihe)
Desperados ist eine Computerspiel-Serie mit Western-Thematik aus dem Genre der Echtzeitstrategie. Sie wurde ursprünglich vom deutschen Entwickler Spellbound entwickelt und zunächst über Infogrames/Atari veröffentlicht. Der erste Teil der Reihe erschien 2001 als Desperados: Wanted Dead or Alive. Durch Unstimmigkeiten zwischen Spellbound und Atari erschien ein geplantes Add-on für Desperados 2 als eigenständiges Spiel unter dem Titel Helldorado. Seit 2013 liegen die Markenrechte zu Desperados, seit 2017 auch die von Helldorado beim Publisher THQ Nordic, der die Reihe seither vertreibt und weiterentwickelt.

## Spielprinzip
Das Spielprinzip orientiert sich stark an dem der Commandos-Serie, handelt jedoch nicht wie diese im Zweiten Weltkrieg, sondern im Wilden Westen. In Desperados steuert der Spieler neben dem Hauptcharakter John Cooper noch fünf weitere Charaktere, die alle besondere Fähigkeiten und Werkzeuge aufweisen. Meist kann der Spieler nur durch Kombination dieser Fähigkeiten einen Level bestehen; schießwütiges Vorgehen bringt den Spieler hingegen selten weiter.

## Markenrechte
Die Reihe entstand in Kooperation zwischen dem Entwicklerstudio Spellbound und dem französisch-amerikanischen Publisher Atari. Nach Veröffentlichung von Desperados 2: Cooper’s Revenge im Jahr 2006 und dem Ende der Partnerschaft zwischen Entwickler und Publisher, verblieben unter anderem die Namensrechte bei Atari. Spellbound veröffentlichte das geplante Add-on Desperados 2: Conspiracy daher 2007 unter dem Titel Helldorado als eigenständig lauffähiges Spiel mit neuem Vertriebspartner. Am 25. Juni 2013 wurde bekannt, dass Nordic Games die Markenrechte zu Desperados und Desperados 2 vom mittlerweile insolventen Publisher Atari erworben hatte. Dieser Markenrechtstransfer umfasste nicht die Rechte an Helldorado, da sich diese nicht im Besitz von Atari befanden. Die Rechte an Helldorado erlangte THQ Nordic schließlich durch die Übernahme des Spellbound-Nachfolgestudios Black Forest Games im August 2017.

## Einzeltitel

### Wanted Dead or Alive
Desperados – Wanted: Dead or Alive umfasst 25 unterschiedlich schwierige Level mit ansteigendem Schwierigkeitsgrad. Das Spiel sticht vor allem durch das atmosphärisch gut umgesetzte Westernszenario und die sehr gute KI der Gegner hervor. Diese unterscheiden sich etwa in Reaktion, Aggressivität, Mut und mehr.

### Cooper’s Revenge
Desperados 2: Cooper’s Revenge ist, nachdem mit Robin Hood – Die Legende von Sherwood und Chicago 1930 zwei spielerisch ähnliche Spiele von Spellbound erschienen, der offizielle Nachfolger von Wanted: Dead or Alive.
Coopers Bruder Ross, ein US Marshal, wird von den Männern eines Bandenbosses, der nur als „Angel Face“ bekannt ist, zu Tode gefoltert. Den dünn gesäten Spuren seines Bruders folgend, findet Cooper allmählich heraus, dass Ross einem perfiden Plan auf die Schliche gekommen ist, mittels dessen der skrupellose Eisenbahnunternehmer Lester Lloyd Goodman sich unrechtmäßig Indianerland aneignen will. Doch Goodman scheint mit allen Wassern gewaschen zu sein, und zudem hat er noch wichtige Verbündete in einer Bande von korrupten US-Kavalleriesoldaten. Doch erst als den Freunden sich ein neuer Verbündeter, der Häuptlingssohn Hawkeye, anschließt, beginnt sich das Blatt langsam zu ihren Gunsten zu wenden…
Das Spielprinzip blieb größtenteils erhalten. Auffälligste Neuerung ist der Wechsel der Game Engine: Statt wie beim ersten Teil eine 2D-Eigenentwicklung zu verwenden, wird eine 3D-Engine, die „Vision Engine“ von Trinigy, verwendet, die auch Ego-Ansichten zulässt. Eine weitere Änderung betrifft die Charaktere: Mia Yung ist nicht mehr in Cooper’s Revenge dabei, stattdessen nimmt der Indianer „Hawkeye“ ihren Platz ein.

### Helldorado
Helldorado war ursprünglich als Add-on für Cooper’s Revenge mit dem Titel Desperados 2: Conspiracy geplant, wurde aber durch Unstimmigkeiten zwischen Spellbound und Atari als eigenständiges Spiel über dtp entertainment veröffentlicht.
Dieses Spiel ist eine direkte Fortsetzung von Desperados 2: Doc McCoy wird von Mrs. Goodman, der Witwe des Hauptgegners im vorigen Spiel, entführt und ihm wird ein schleichendes Gift injiziert. Cooper und seine Gefährten sollen, um McCoys Leben zu retten, einige „geringfügige“ Aufträge erledigen wie der Diebstahl eines Zuges voller Armeewaffen und der Raub einer großen Summe Geldes. Doch wie sich später herausstellt, sind sie alle nur Bauern im Spiel des mexikanischen Revolutionärs El Cortador, der vorhat, den Präsidenten der Vereinigten Staaten zu ermorden.

### Desperados III
Auf der Gamescom 2018 kündigte THQ Nordic, ehemals Nordic Games, einen neuen Teil namens Desperados III an. Der Nachfolger wurde von Mimimi Productions entwickelt und ist am 16. Juni 2020 für Microsoft Windows, Xbox One und PlayStation 4 erschienen.